# ロイカート反応
ロイカート反応（—はんのう、Leuckart reaction）とは、有機化学における合成反応の一種で、アルデヒドまたはケトンにギ酸とアンモニア（あるいはギ酸アンモニウム）を作用させて一級アミンを得る反応。還元的アミノ化の手法のひとつ。
アンモニアの代わりに、一級アミンや二級アミンを用いても同様のアミノ化反応は進行する。

## 関連する反応
同様のアミノ化反応で、過剰のギ酸を用いた方法は、ロイカート・ヴァラッハ反応 (Leuckart-Wallach reaction) と呼ばれる。
アミンに対し、ギ酸とホルムアルデヒドを作用させてメチル化する方法は、エシュバイラー・クラーク反応 (Eschweiler-Clarke reaction) と呼ばれる。